# Louise Laffon
Pour les articles homonymes, voir Laffon.
Louise Laffon, née Louise Charialle à Paris le 18 octobre 1828 et morte après 1885, est une photographe et peintre française, active de 1859 à 1876 à Paris.
Elle est l'une des rares femmes photographes à avoir possédé un atelier en son nom.

## Biographie
D'après l'état civil reconstitué de la ville de Paris, elle est née au 3, rue Guisarde sous le nom de Louise Joséphine Charialle, le 18 octobre 1828. Fille naturelle de Geneviève Joséphine Charialle ou Marie Geneviève Charial, couturière, elle est baptisée le 26 octobre 1828 sous le nom de Louise Joséphine Victoire Charial à l'église Saint-Sulpice.
Louise Charial est reconnue en 1835 par Louis Lusignan Lazard dont elle prend le nom. Le Répertoire des photographes de France au dix-neuvième siècle donne comme nom de naissance Luzignand-Lazard. En fonction des sources, elle est généralement identifiée sous le nom de Madame (Louise) Laffon, mais aussi Lafond, Laffond ou Laffont.
Son père, déjà marié depuis 1821, le reste jusqu'à sa mort en 1842. Sa mère se marie quelques mois plus tard.
Louise Lazard réapparaît sous le nom de Mme Laffon en 1859, comme photographe établie au 93 boulevard Beaumarchais,. En 1860, elle dépose une demande de brevet d'invention, au nom de « demoiselle Lazard (Louise-Joséphine-Lusignan), photographe (...) pour des perfectionnements dans l'obtention des épreuves photographiques et leur ornementation pour des écrans, des stores, des portraits, etc. »
En 1861, elle déménage au 13, rue Lord-Byron, en haut des Champs-Élysées, et donne à son atelier le nom de Photographie Lord Byron. À cette adresse est installé un certain Jean-Charles Laffon, marchand de vins,, dont Louise Laffon tient peut-être son nom d'artiste. Jean-Charles Laffon est cité comme photographe vers 1863, dans la liste des exposants de diverses expositions,,.
Louise Laffon expose ses travaux lors de grandes manifestations : Exposition universelle de Londres ; troisième, quatrième et cinquième expositions de la Société française de photographie, au Palais de l'Industrie,,. Elle y présente des portraits, des natures mortes (procédé au collodion humide) et des épreuves sur soie montées en écrans. Le 26 rue Vivienne devient sa seconde adresse commerciale,. En avril 1864, elle fait don « d’un certain nombre d’épreuves (reproductions) obtenues par elle au Musée Napoléon » à la SFP qui l'admet en mai parmi ses membres. Elle est la troisième femme à y adhérer, après Louise Leghait en 1856 et Madame Breton en 1857.
Louise Laffon travaille à plusieurs reprises avec des archéologues, auxquels la photographie apporte une aide documentaire précieuse. Ainsi, en 1862, elle photographie les objets issus des fouilles menées par Ernest Renan à l'occasion d'une mission archéologique menée pendant l'expédition française en Syrie. Elle collabore plus tard avec l'archéologue Félix Ravaisson à la reproduction d'un ensemble de marbres antiques, puis photographie les marbres de la collection Campana pour illustrer un ouvrage consacré aux œuvres de l'éphémère musée Napoléon III, qui préfigure le musée du Louvre. Les planches sont des lithophotographies d’après les « clichés de L. Laffon, procédé Poitevin ». Cinq cents de ses tirages albuminés sont achetés par le Victoria & Albert Museum en 1864.
En 1866, est publié, sous l'égide d'Alexis Godillot, un Album photographique des uniformes de l'armée française, rassemblant soixante-six photographies coloriées de Louise Laffon, « rue du Faubourg-Saint-Honoré no 248, à Paris ». L'année suivante, la photographe est récompensée pour ses photographies sur soie blanche d'une mention honorable à l'Exposition universelle.
Dans l'annuaire Firmin-Didot de 1870, elle apparaît sous le nom de Mme Laffond, photographe, au 3 avenue Beaucour, petite impasse qui s'ouvre au 248 rue du Faubourg-Saint-Honoré,. Au 3 bis est installé un photographe du nom de Richard Nielsen, de 15 ans son cadet. Ils se marient en 1871 à Courbevoie, l'un et l'autre étant déclarés artistes peintres sur leur acte de mariage. À la même époque, l'adresse commerciale de Louise Laffon devient le 14, rue de Tilsitt,, à deux pas de la place de l'Étoile. On la trouve à cette adresse, sous le nom de Lafond, dans les éditions 1871 à 1873 de l'annuaire. Dans l'édition suivante est mentionné un « Lafond photographe » tout près de là, au 29, avenue de Wagram. C'est à cette adresse que meurt Jean-Charles Laffon, en 1876.
Louise Laffon cesse ses activités après 1876. Elle est membre de la Société française de photographie jusqu'en 1885. Après quoi, on perd sa trace.

## Galerie

Album photographique des uniformes de l'armée française, 1866
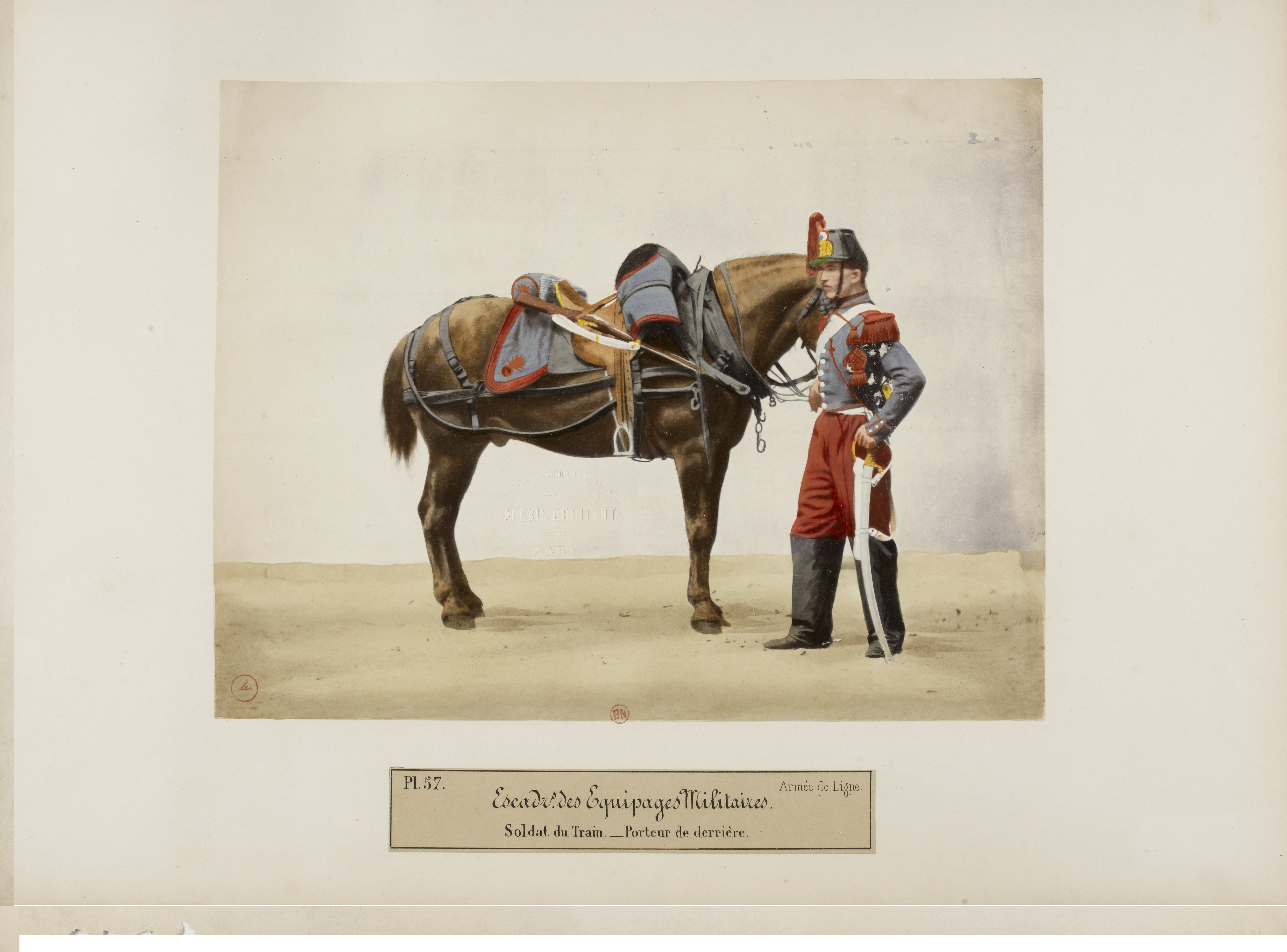
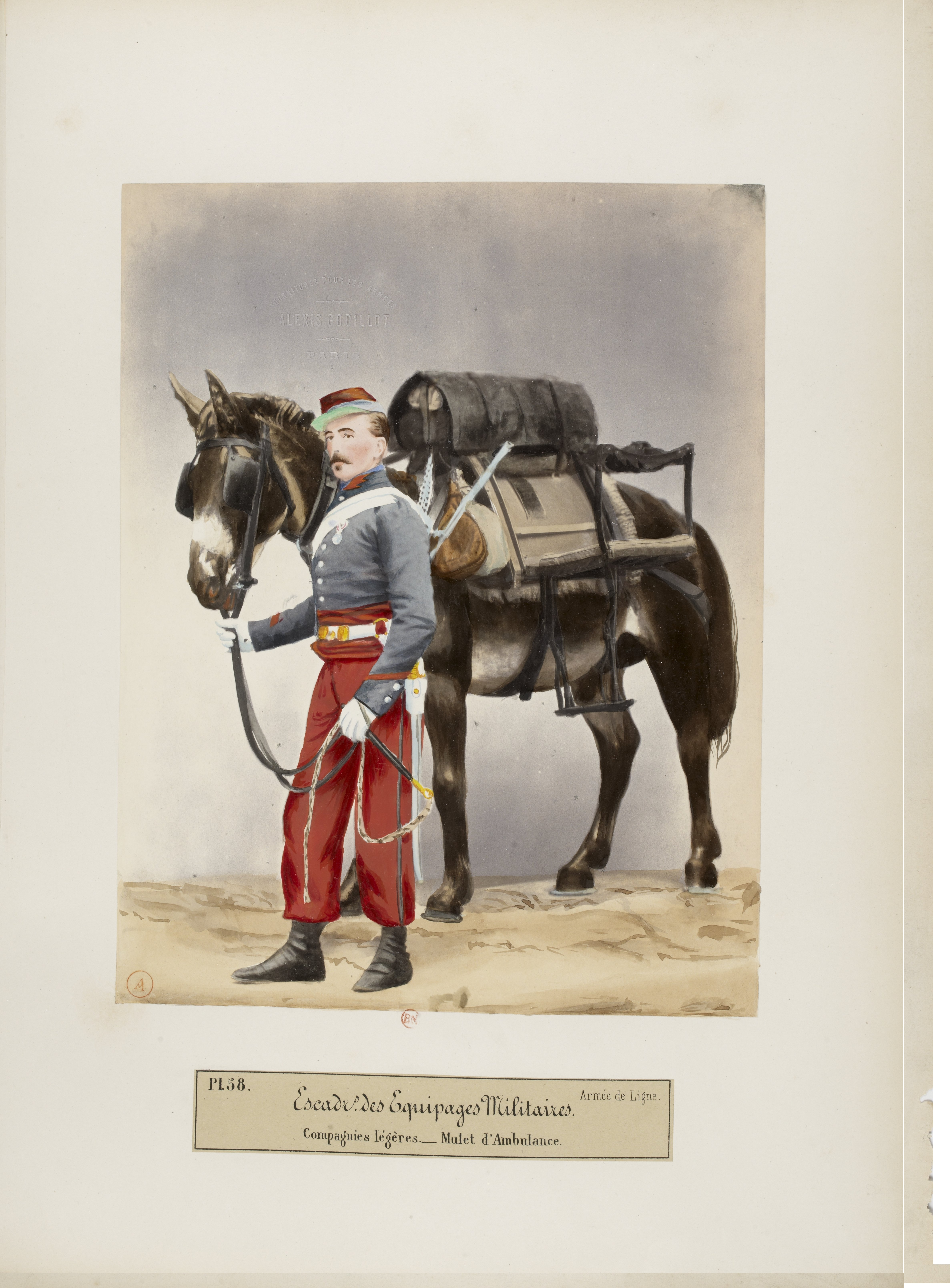
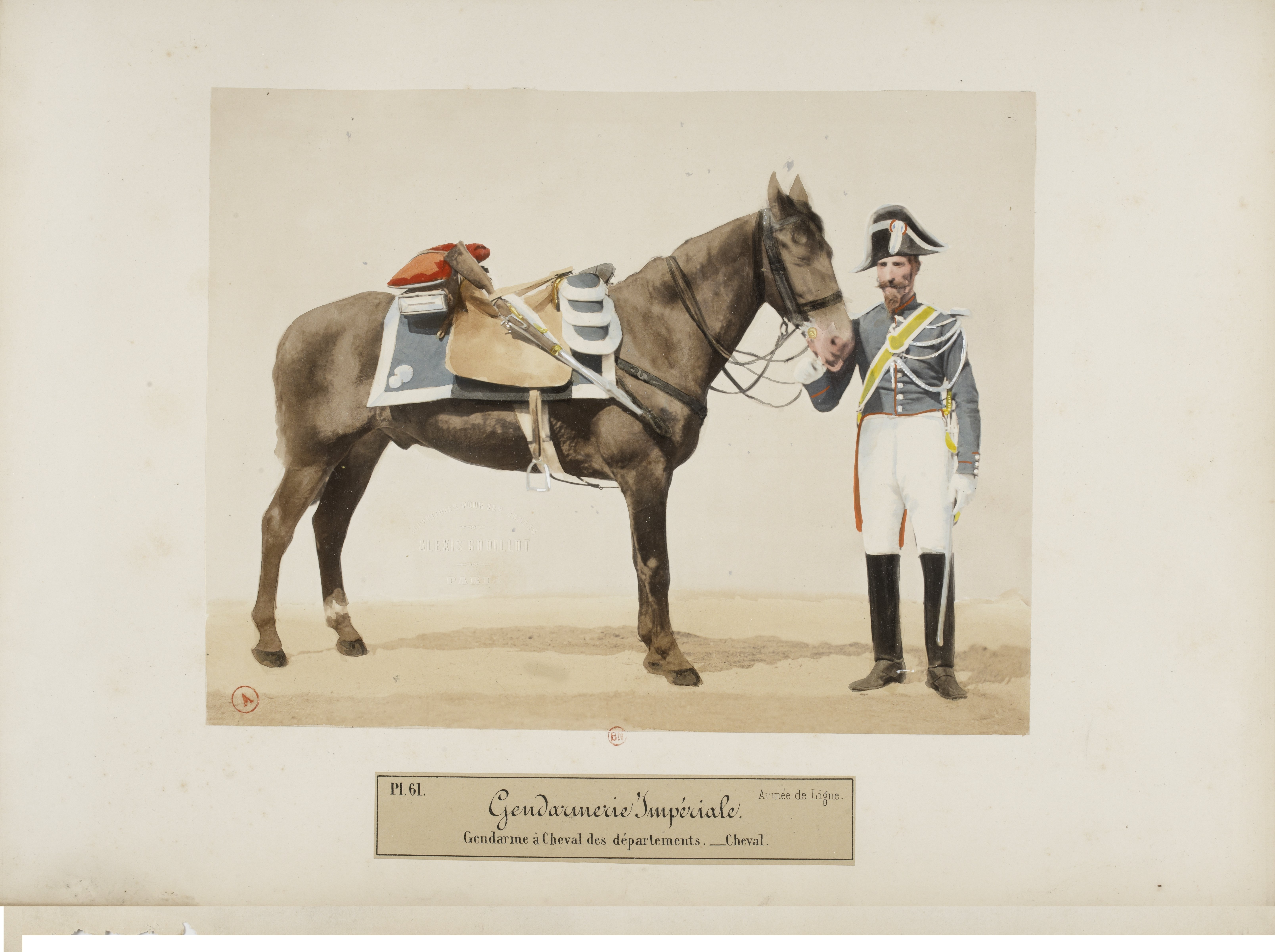
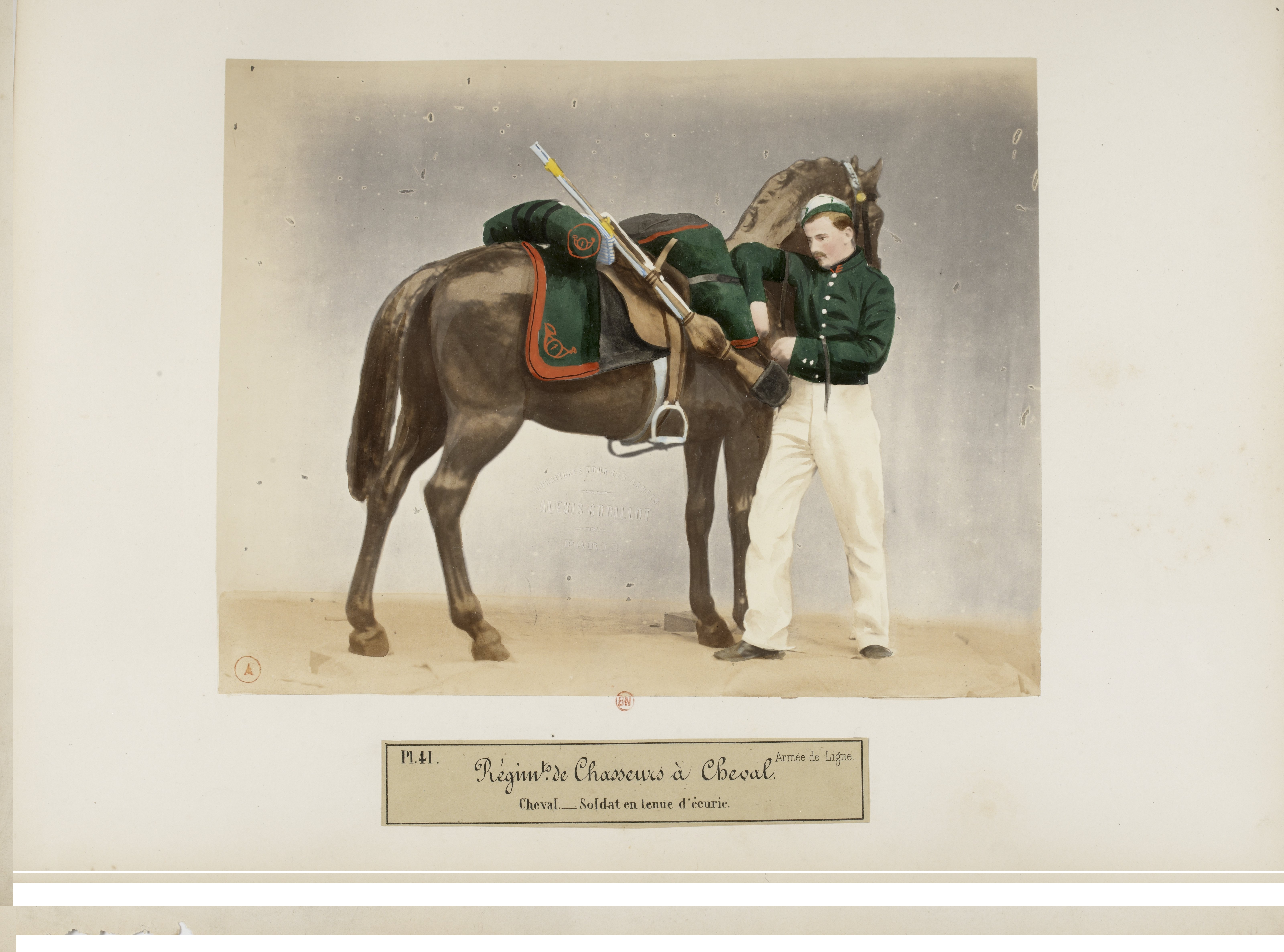
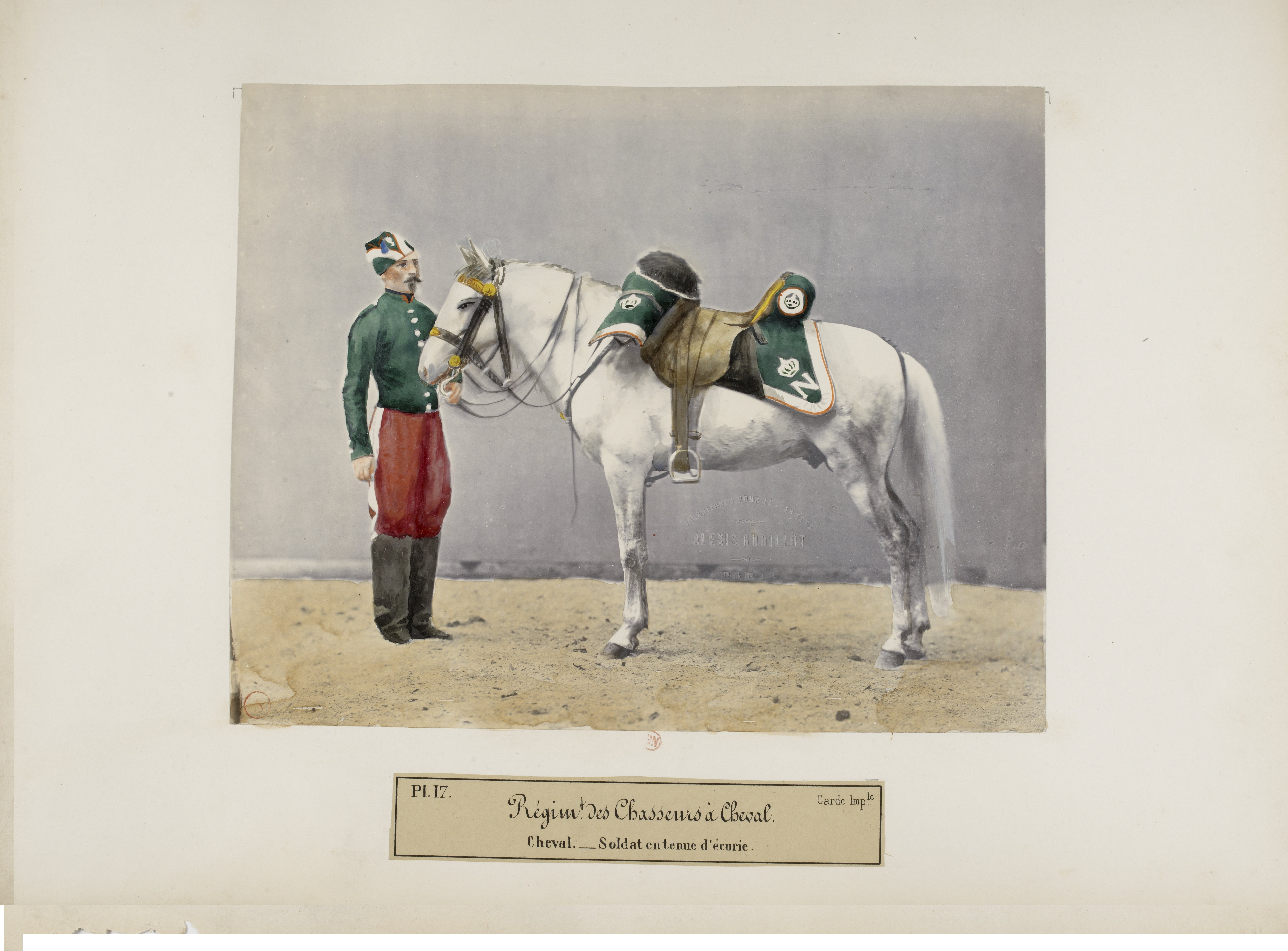
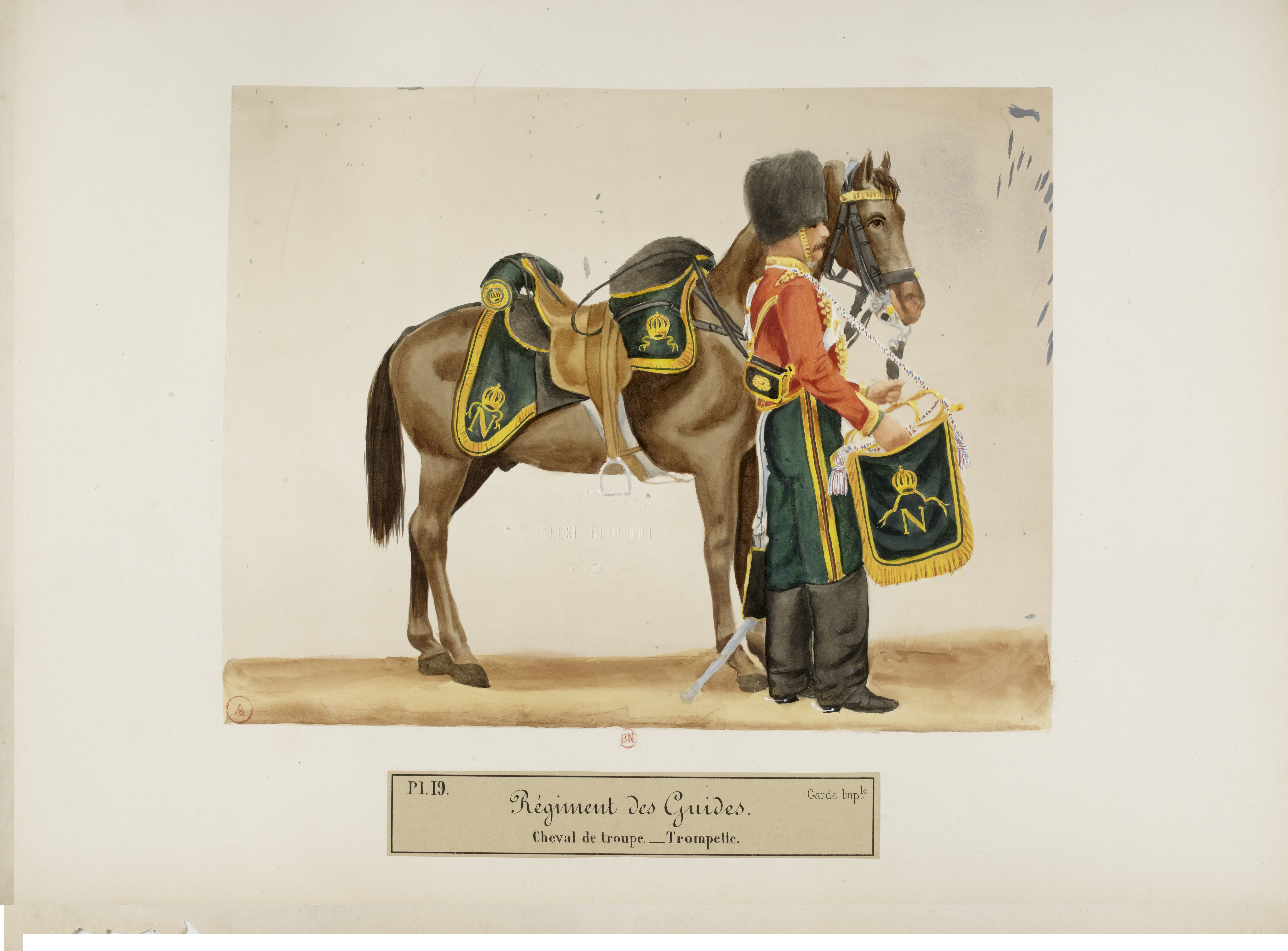

## Publications
- Le Musée Napoléon III. Architecture, sculpture, ornementation, terres cuites et marbres de l’ex-collection Campana. Cent planches d’après les clichés photographiques de M. L. Laffon lithographiées et imprimées par M. Lemercier, Paris, A. Morel et Cie, [1863]-1864. BNF, Littérature et Art, V-5285
- Album photographique des uniformes de l'armée française, Paris : A. Godillot : [Impr. de Laprunière], 1866 : 66 photogr. coloriées ; 42 × 31 cm
- Marbres antiques, [Paris] : [Félix Ravaisson] ; [Paris] (14 rue de Tilsit) : Laffon, 1873 ; BNF, Estampes et Photographie, AZ-25 (1)-boîte 4
- Galerie historique de l'art, [Paris] : [Félix Ravaisson] ; [Paris] (14 rue de Tilsit) : Laffon, 1873 ; BNF, Estampes et Photographie, AZ-25 (2)-boîte 4
- Adrien Prévost de Longpérier, Musée Napoléon III. Choix de monuments antiques pour servir à l’histoire de l’art en Orient et en Occident, Paris, L. Guérin, 1867-1874

## Expositions
- 18 décembre 1980 - 15 février 1981. After Daguerre: Masterworks of French Photography (1848–1900) from the Bibliothèque Nationale, New York, Metropolitan Museum of Art[35]
- Novembre 1981 - février 1982. La Femme artiste : d'Elisabeth Vigée-Lebrun à Rosa Bonheur, Mont-de-Marsan, musée Despiau-Wlérick, donjon Lacataye
- 11 février - 22 mai 2005. La Photographie à l'épreuve, Villeurbanne, Institut d'art contemporain, Musée d'art moderne de Saint-Étienne
- 4 octobre 2015 - 24 janvier 2016. Qui a peur des femmes photographes ? Paris, musée d'Orsay, musée de l'Orangerie